# 社会科学部
社会科学部（しゃかいかがくぶ、School of Social Sciences）は、政治学・法学・経済学・経営学・会計学、近現代史・言語文化・地域研究・国際関係・社会学など、「社会諸科学」の相関性を重視する立場から、学際的な学びを志向する社会科学の総合学部。

## 概説
Faculty of Social Sciences（社会科学部）という名称は、ヨーロッパ・アメリカ・アジアなど諸外国の大学では、普遍的に見られ、日本でも1950年代はじめの南山大学、東洋英和女学院大学（神谷不二教授、香西泰教授が在籍）などミッション系の大学を中心に見られたが、日本語の「社会科学」と「社会学」、「社会科学部」と「社会学部」を混同する向きがあることから、東洋英和女学院大学の様に、英語名は「Faculty of Social Sciences」のままとしながら、日本語名称を「国際社会学部」と変更したり、杏林大学では「総合政策学部」と変更した（杏林大学では、日本初の社会科学分野を複合・横断的に出来る「社会科学群」としての実験的要素が強く、千住鎮雄教授を中心に「管理工学」系統の科目が置かれた）。

## 「社会学部」との類似
国内の主要な「社会学部」には、英語表記も「Faculty of Sociology（社会学部）」とする大学がある一方で、英語名を「Faculty of Social Sciences（社会科学部）」とする大学も存在する。一橋大学社会学部では、大学案内で以下のような説明を行っている。
『（社会学部は）英訳名Faculty of Social Sciences が示すように、社会諸科学の幅広い総合を目指す「社会科学の学部」であって、狭い意味での「社会学（ソシオロジー）」の学部ではありません。』
つまり、日本の「社会学部」には、"Sociology(社会学)"を念頭に置く「社会学部」がある一方、"Social sciences(社会諸科学)"を扱う学部であるものの名称として「社会学部」を使用する場合があり、実態が「社会科学部」もしくは「社会科学総合学部」である場合がある。

## 予備校の進学資料内での取り扱い
最大の母集団を抱える全国統一模擬試験を実施する河合塾の進学資料や偏差値表においても社会科学部は、「社会・国際学系統」の学部として社会学・国際学系統の学部として分類される。―全統模試での学部系統分類

## 進路
社会科学部は、法学・経済学・経営学・会計学などを幅広く学ぶことから進路の選択肢が広い。下記に代表的な事例を記載する。

### 資格試験
- 公認会計士・監査審査会が行う国家試験である公認会計士試験が挙げられる。また、国税審議会が行う国家試験である税理士試験を受験する者が多い。

### 公務員採用試験
- 準キャリアと位置付けられている財務専門官と国税専門官を目指す者も多い。国税専門官は税務大学校での研修を経て、勤務年数等の条件を充足すると税理士資格が付与される。

## 社会科学部・類似の学部を設置している大学
「社会科学部」を設置している大学
- 早稲田大学
- 吉備国際大学

類似の学部を設置している大学
- 一橋大学（社会学部） - 英称は"Social Sciences"であり、社会学以外の学問も扱う
- 東京大学 （教養学部後期課程相関社会科学コース）
- 東洋大学（社会学部）
- 法政大学（社会学部）
- 立教大学（社会学部）
- 学習院大学（国際社会科学部）
- 千葉大学（法政経学部）
- 大東文化大学（社会学部）